# Nepenthes ampullaria

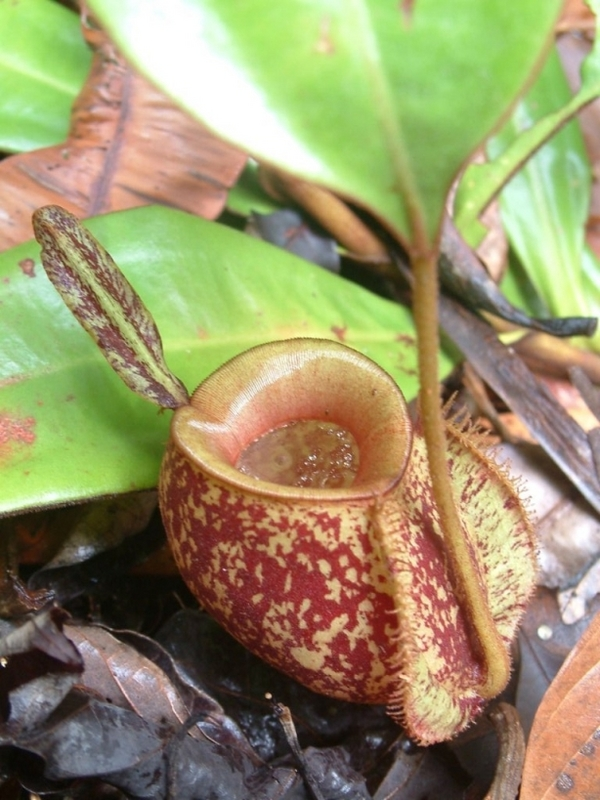
Untere Kanne

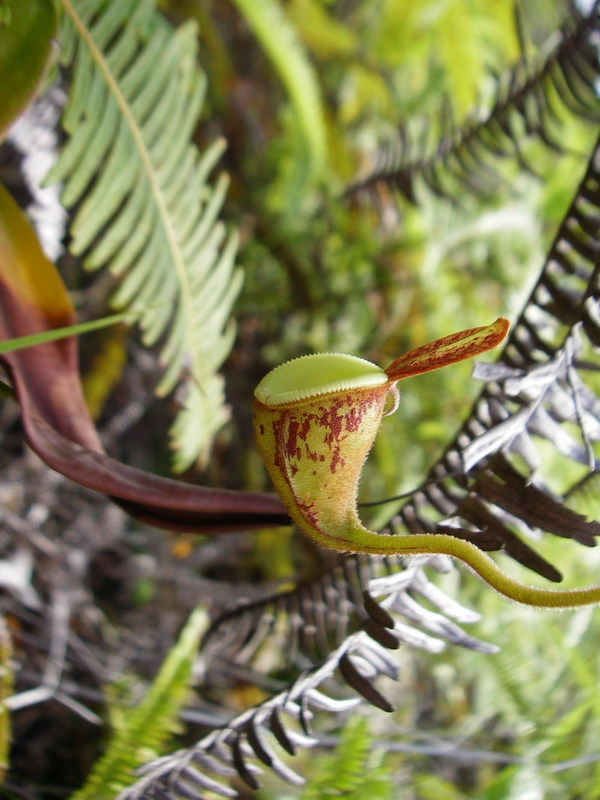
Seltene Luftkanne

Nepenthes ampullaria ist eine fleischfressende Pflanze aus der Gattung der Kannenpflanzen (Nepenthes). Sie wurde 1819 von Dr. William Jack erstbeschrieben. Ihr Artepitheton ampullaria ist dem Lateinischen ampullarius für „Flaschenmacher“ entlehnt und eine Anspielung auf die Form der Kannen.

## Beschreibung

### Vegetative Merkmale
Nepenthes ampullaria ist ein mehrjähriger, immergrüner Halbstrauch, dessen Triebe klettern und im Alter verholzen. Aus dem Holz treiben zahlreiche Neutriebe aus, die jedoch kleine, gedrungene Rosetten bilden und selber erst nach langer Zeit zu klettern beginnen. Bei Nepenthes ampullaria gibt es zwei Blattformen: Kletternde Alttriebe bilden wechselständige, elliptische Blätter von bis zu 20 cm Länge aus. Ihre Oberfläche ist mattglänzend. Aus dem Holz erscheinende Neutriebe hingegen bilden gedrungene, fast dreieckige Blätter mit glatter, glänzender Oberfläche, die eine kompakte Rosette bilden.
Die Kannen von Nepenthes ampullaria weisen für gewöhnlich keinen ausgeprägten Dimorphismus auf. Die typischen Bodenkannen sind büchsenförmig und werden bis 12 cm hoch. Das Peristom ist sehr breit, der schmale, elliptische Kannendeckel steht senkrecht in die Höhe oder gar nach hinten weg. Die zwei Flügelleisten sind ausladend und fächerförmig. Die äußerst seltenen Luftkannen erscheinen, wenn überhaupt, an sehr alten, kletternden Trieben. Sie sind trichterförmig und weisen keine ausgeprägten Flügelleisten auf. Sie bleiben deutlich kleiner als die Bodenkannen.
Interessant ist die Ernährungsweise der Pflanze, die sich von den meisten Arten der Gattung unterscheidet: Nur ein gewisser Teil besteht aus Insekten, der größere Teil aus Teilen organischer Substanz, die von oben herabfallen. Hierzu gehören Kot von Tieren sowie herabfallende Pflanzenteile.

### Blüte und Samen
Die Blüten von Nepenthes ampullaria sind getrennt-geschlechtlich zweihäusig (diözisch) und erscheinen an bis zu 40 cm langen Rispen. Sie besitzen vier Kronblätter von rötlicher bis olivbrauner Färbung.

## Heimat/Herkunft
Nepenthes ampullaria ist in Thailand, Indonesien, Malaysia und Neuguinea beheimatet. Sie wächst dort in einer Höhenlage bis 1200 Metern in sumpfigen Waldgebieten.

## Wissenswertes
Auf einer Expedition im Jahre 1985–1986 im malaiischen Tiefland wurden Forscher auf kleine schwarze Krabben der Art Geosesarma malayanum aufmerksam, die zeitweise in den Kannen leben. Bestimmte Spinnen wie z. B. Thomisus nepenthiphilus und Misumenops nepenthicola leben ebenfalls in den Kannen und trauen sich sogar, noch an der Oberfläche der Verdauungsflüssigkeit schwimmende Opfer herauszufischen, um sie selbst zu verspeisen. Auf Borneo legt der kleinste Froschlurch der Alten Welt, der erbsengroße Microhyla nepenthicola, seine Eier am Rand der Kannen ab. Die schlüpfenden Kaulquappen fallen in die Kannen und wachsen in der Verdauungsflüssigkeit heran.

## Nepenthes ampullariaals Zierpflanze
Nepenthes ampullaria ist eine beliebte Sammlerpflanze. Sie wurde außerdem mit zahlreichen anderen Arten gekreuzt. Die bekannteste Hybride ist Nepenthes x hookeriana (entstanden aus Nepenthes ampullaria und Nepenthes rafflesiana), die seit einiger Zeit als Topfpflanze im Blumenhandel angeboten wird und als wesentlich robuster als die reine Art gilt.